# Tolomosa Grande
Tolomosa Grande is een plaats in het departement Tarija, Bolivia. Het is naar aantal inwoners de zevende grootste plaats van de gemeente Tarija, gelegen in de Cercado provincie. 
De plaats ligt 17 kilometer ten zuidwesten van Tarija.

## Bevolking
| Jaar | Populatie |
| ---- | --------- |
| 1992 | 518       |
| 2001 | 797       |
| 2012 | 936       |